# Виконт Лонг

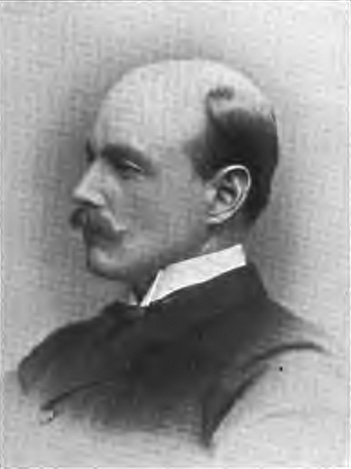
Уолтер Лонг, 1-й виконт Лонг (1854—1924)

Виконт Лонг из Раксолла в графстве Уилтшир — наследственный титул в системе Пэрства Соединённого королевства.

## История
Титул виконта Лонга был создан 4 июня 1921 года для консервативного политика Уолтера Лонга (1854—1924). Ранее он семь раз избирался депутатом Палаты общин Великобритании, а также занимал должности парламентского секретаря министра местного самоуправления (1886—1892), министра сельского хозяйства (1895—1900), министра местного самоуправления (1900—1905, 1915—1916)), министра по делам Ирландии (1905), министра колоний (1916—1919) и первого лорда Адмиралтейства (1919—1921). Также он являлся лидером Ирландской юнионистской партии в Палате общин (1905—1910) и лордом-лейтенантом графства Уилтшир (1920—1924). Его внук, Уолтер Фрэнсис Дэвид Лонг, 2-й виконт Лонг (1911—1944), сын бригадного генерала Уолтера Лонга, погиб в бою во время Второй мировой войны. Ему наследовал его дядя, Ричард Эрик Онслоу Лонг, 3-й виконт Лонг (1892—1967). Ранее он заседал в Палате общин Великобритании от Вестбери (1927—1931). После него титул носил Ричард Джерард Лонг, 4-й виконт Лонг (1929—2017). Он занимал пост лорда-в-ожидании в консервативной администрации Маргарет Тэтчер и Джона Мейджора (1979—1997). Лорд Лонг лишился своего места в Палате лордов после принятия Акта Палаты лордов 1999 года.
По состоянию на 2025 год носителем титула является его сын Джеймс Ричард Лонг, 5-й виконт Лонг (род. 1960), который наследовал отцу в 2017 году.
Ричард Чалонер, 1-й барон Гисборо (1856—1938), младший брат Уолтера Хьюма Лонга, 1-го виконта Лонга.

## Виконты Лонг (1921)
- 1921—1924: Уолтер Хьюм Лонг, 1-й виконт Лонг (13 июля 1854 — 26 сентября 1924), старший сын английского политика Ричарда Пенраддока Лонга (1825—1875);
  - Бригадир Уолтер Лонг (26 июля 1879 — 27 января 1917), старший сын предыдущего;
- 1924—1944: Майор Уолтер Фрэнсис Дэвид Лонг, 2-й виконт Лонг (14 сентября 1911 — 23 сентября 1944), единственный сын предыдущего;
- 1944—1967: Ричард Эрик Онслоу Лонг, 3-й виконт Лонг (22 августа 1892 — 12 января 1967), дядя предыдущего;
- 1967—2017: Ричард Джерард Лонг, 4-й виконт Лонг (30 января 1929 — 13 июня 2017), второй сын предыдущего;
- 2017 — настоящее время: Джеймс Ричард Лонг, 5-й виконт Лонг (род. 31 декабря 1960), единственный сын предыдущего.

Наследника титула нет.